# Logui River
Der  Longui (in der deutschen Kolonialzeit auch Franziskafluss, Salam Bu oder Francisco River) ist ein Fluss im östlichen Papua-Neuguinea, der in der Pioneer Range entspringt, in allgemein östlicher Richtung seinen Verlauf nimmt und nach etwa 36 km etwas südlich von  Salamaua in die Bayern Bay und damit in den Huongolf mündet.

## Geschichtliches
Der Fluss wurde 1886 aus europäischer Sicht von Georg von Schleinitz, dem ersten Landeshauptmann der Neuguinea-Kompanie, entdeckt und Franziskafluss benannt. Der Ursprung der Namensgebung ist nicht weiter bekannt.
1895 nutzte der deutsche Forschungsreisende und Reiseschriftsteller Otto Ehrenfried Ehlers mit seinem Begleiter Piering den Flusslauf für ihre geplante Durchquerung Neuguineas zum Golf von Papua in Britisch-Neuguinea. Die Expedition war schlecht vorbereitet und musste schließlich wegen Nahrungsmangel und der zunehmenden Strapazen abgebrochen werden. Als Ehlers und Piering versuchten, auf einem Floß Richtung Süden zu gelangen, wurden sie von ihren Begleitern ermordet.
Die Gegend um den Fluss war ab 1899 Teil der deutschen Kolonie und ging nach Ende des Ersten Weltkriegs in australischen Mandatsbesitz über.

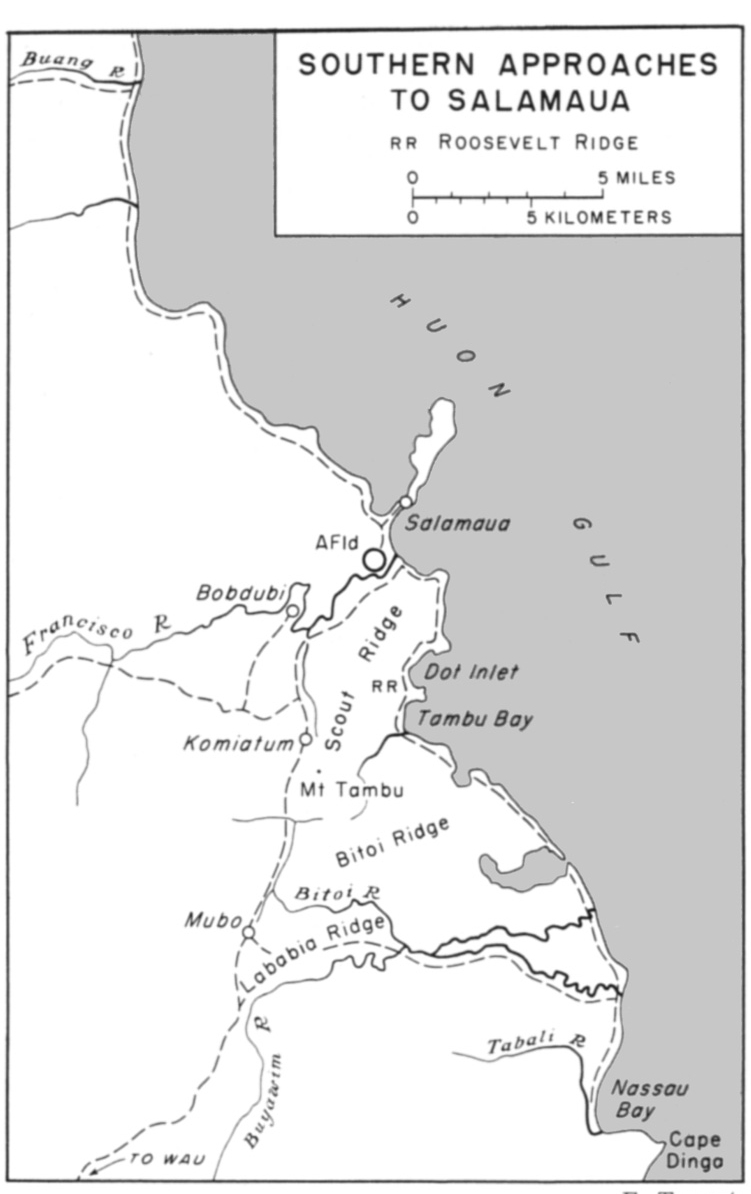
Der alliierte Vormarsch auf Salamaua, Francisco River in der linken Bildmitte

Während des Zweiten Weltkrieges hatte die japanische Armee große Teile Neuguineas besetzt, so auch die Gegend um den Logui im März 1942. In der Nähe des Flusses gab es bereits vor Ausbruch des Krieges einen kleinen Flugplatz, der zivil und militärisch genutzt wurde. Zu dieser Zeit war der Fluss als Francisco River bekannt.
Die alliierte Gegenoffensive im Rahmen der Salamaua-Lae-Kampagne führte schließlich im September 1943 dazu, dass alliierte Truppen den Fluss Richtung Norden überschritten und die Japaner vertrieben.
Heute ist der Fluss nach der Ortschaft Logui an seiner Mündung benannt. Im Oberlauf erinnert der Francisco River – entweder ein Nebenfluss oder der dortige Name des Hauptflusses – an die ursprüngliche Namensgebung.